# Associazione Calcio Treviso 1979-1980
Questa voce raccoglie le informazioni riguardanti l'Associazione Calcio Treviso nelle competizioni ufficiali della stagione 1979-1980.

## Rosa
| N. |                   | Ruolo | Calciatore        |
| -- | ----------------- | ----- | ----------------- |
|    | Italia (bandiera) | D     | Giorgio Battoia   |
|    | Italia (bandiera) | P     | Alberto Betta     |
|    | Italia (bandiera) | A     | Giampaolo Bez     |
|    | Italia (bandiera) |       | Colla             |
|    | Italia (bandiera) | C     | Silvano Colusso   |
|    | Italia (bandiera) | C     | Franco Conforto   |
|    | Italia (bandiera) | D     | Danilo De Cian    |
|    | Italia (bandiera) | C     | Dario Donà        |
|    | Italia (bandiera) | C     | Lucio Dragoni     |
|    | Italia (bandiera) | A     | Roberto Fantinato |
|    | Italia (bandiera) | C     | Claudio Foscarini |

| N. |                   | Ruolo | Calciatore        |  |
| -- | ----------------- | ----- | ----------------- |  |
|    | Italia (bandiera) | P     | Luigi Mattarollo  |  |
|    | Italia (bandiera) | D     | Benito Michelazzi |  |
|    | Italia (bandiera) |       | Nardi             |  |
|    | Italia (bandiera) |       | Nascimben         |  |
|    | Italia (bandiera) | C     | Giuseppe Niero    |  |
|    | Italia (bandiera) | D     | Mauro Nuti        |  |
|    | Italia (bandiera) | A     | Orazio Parlato    |  |
|    | Italia (bandiera) | A     | Romero Rombolotto |  |
|    | Italia (bandiera) | C     | Enzo Scarpa       |  |
|    | Italia (bandiera) | A     | Maurizio Zandegù  |  |
|    | Italia (bandiera) | D     | Remo Zavarise     |  |

## Risultati

### Campionato

#### Girone di andata
| 30 settembre 1979 1ª giornata | Treviso | 1 – 2 | Cremonese |  |

| 7 ottobre 1979 2ª giornata | Novara | 2 – 3 | Treviso |  |

| 14 ottobre 1979 3ª giornata | Mantova | 1 – 1 | Treviso |  |

| 21 ottobre 1979 4ª giornata | Treviso | 1 – 1 | Sanremese |  |

| 28 ottobre 1979 5ª giornata | Pergocrema | 1 – 1 | Treviso |  |

| 4 novembre 1979 6ª giornata | Treviso | 2 – 1 | Casale |  |

| 11 novembre 1979 7ª giornata | Treviso | 0 – 0 | Fano |  |

| 18 novembre 1979 8ª giornata | Triestina | 0 – 0 | Treviso |  |

| 25 novembre 1979 9ª giornata | Treviso | 0 – 0 | Reggiana |  |

| 2 dicembre 1979 10ª giornata | Piacenza | 1 – 0 | Treviso |  |

| 9 dicembre 1979 11ª giornata | Treviso | 3 – 1 | Lecco |  |

| 16 dicembre 1979 12ª giornata | Alessandria | 1 – 1 | Treviso |  |

| 23 dicembre 1979 13ª giornata | Rimini | 2 – 0 | Treviso |  |

| 6 gennaio 1980 14ª giornata | Treviso | 0 – 1 | Varese |  |

| 13 gennaio 1980 15ª giornata | Forlì | 0 – 0 | Treviso |  |

| 20 gennaio 1980 16ª giornata | Treviso | 1 – 0 | Sant'Angelo |  |

| 27 gennaio 1980 17ª giornata | Biellese | 0 – 0 | Treviso |  |

#### Girone di ritorno
| 3 febbraio 1980 18ª giornata | Cremonese | 0 – 2 | Treviso |  |

| 10 febbraio 1980 19ª giornata | Treviso | 1 – 0 | Novara |  |

| 17 febbraio 1980 20ª giornata | Treviso | 1 – 0 | Mantova |  |

| 24 febbraio 1980 21ª giornata | Sanremese | 1 – 0 | Treviso |  |

| 2 marzo 1980 22ª giornata | Treviso | 0 – 0 | Pergocrema |  |

| 9 marzo 1980 23ª giornata | Casale | 0 – 1 | Treviso |  |

| 16 marzo 1980 24ª giornata | Fano | 2 – 1 | Treviso |  |

| 23 marzo 1980 25ª giornata | Treviso | 1 – 0 | Triestina |  |

| 30 marzo 1980 26ª giornata | Reggiana | 2 – 0 | Treviso |  |

| 13 aprile 1980 27ª giornata | Treviso | 1 – 0 | Piacenza |  |

| 20 aprile 1980 28ª giornata | Lecco | 1 – 2 | Treviso |  |

| 27 aprile 1980 29ª giornata | Treviso | 3 – 1 | Alessandria |  |

| 11 maggio 1980 30ª giornata | Treviso | 0 – 0 | Rimini |  |

| 18 maggio 1980 31ª giornata | Varese | 2 – 1 | Treviso |  |

| 25 maggio 1980 32ª giornata | Treviso | 1 – 3 | Forlì |  |

| 1º giugno 1980 33ª giornata | Sant'Angelo | 2 – 1 | Treviso |  |

| 8 giugno 1980 34ª giornata | Treviso | 1 – 1 | Biellese |  |